# كلاتة ملا غلامحسين (ألاداغ)
کلاتة ملا غلامحسین (بالفارسية: کلاته ملاغلامحسین) هي قرية تقع في إيران في قسم ألاداغ الريفي. يقدر عدد سكانها بـ 226 نسمة بحسب إحصاء 2016.